# برنارد كينكيد
برنارد كينكيد هو سياسي أمريكي، ولد في 5 يونيو 1945 في برمنغهام في الولايات المتحدة. انتخب List of mayors of Birmingham, Alabama ‏.